# 불곡산 (성남/광주)
불곡산(佛谷山)은 대한민국 경기도 성남시와 광주시 사이에 있는 높이 345m의 산이다. 산 이름이 한자가 똑같아 경기도 양주의 진산(鎭山)인 불곡산(佛谷山·470m)과 혼동되는 산이다. 경기도 성남시 분당구 정자동과 경기도 광주시 능평동에 걸쳐 있는 산으로 경기도 광주시 문형동에 있는 문형산(文衡山, 497m)과 함께 굴곡진 산세를 이룬다. 검단산의 광주산맥과 남한산의 남한산맥으로 연결되는 산이다.
참고로  예전에는 문형산 일대를 포괄적으로 문형산맥이라칭하였다.
분당 지역의 옛지명에서는 큰절골과 작은절골 등에 절터가 있으므로 불곡산이라 하였다고 전해진다. 또 정자동 웃마을 주민들이 이 산을 성스러운 산으로 여기고 산신제를 지낸 것에서 유래하여 성덕산(聖德山)이라고도 하고, 현지에서는 효종산(孝鐘山)이라고도 한다.
불곡산은 분당주민의 휴식처 역할을 한다. 성남시 녹지 축의 최남단에 있으며 분당구 정자동과 구미동 기슭에 자리잡았다. 남서와 북서 방향에 행글라이딩 이륙장이 있다. 특히 겨울에는 용인의 말아가리산과 더불어 분당에서 생성된 열기류 동호인들이 모여 행글라이딩 하기 좋은 곳으로 이름나 있다.
불곡산은 영장산과 함께 성남시에서 지정한 등산로다. 산줄기 북쪽으로는 태현과 새마을고개를 지나 새나리고개·곧은골고개·갈마치고개로 이어진다. 남한산성 지대와도 연결된다. 남쪽은 성남시와 광주시·용인시 수지지역이 경계를 이루는 대지산에 닿아 있다. 정상은 해발고도 345m로 수내·정자·구미동과 가깝다. 신기동까지 이어지는 해발고도 109.1m의 봉우재에는 공원을 조성했다. 불곡산은 중앙공원·율동공원·영장산·탄천의 분당천과 함께 분당 주민들의 사랑을 듬뿍 받고 있는 산이다.

## 전해오는 이야기
태재고개(추령, 秋嶺) 밑에 있다고 붙여진 태밑산은 임진왜란 때 군인들이 진을 치고 있었으므로 임진봉 또는 이진봉으로 불리기도 하는데 불곡산과 연결된다. 불곡산의 서쪽은 단독주택가로 형성되어 있는데 8·15 광복 직전까지만 해도 주민들이 산신제를 지내던 곳이다. 산 중턱의 큰 절골과 작은 절골에 절터가 있어서 불곡산이라는 이름이 붙었다. 정자동(亭子洞) 윗마을 주민들이 성스러운산이라 여겨 산신제를 지냈기 때문에 성덕산으로도 불렸다.
최남단 등산로는 구미동 골안사로부터 시작된다. 어렵지 않은 등산로가 정상까지 이어진다. 조선 후기에 창건한 골안사는 원래 이름이 불곡사(佛谷寺)였으나 분당 신도시 개발로 고향을 떠난 사람들이 다시 찾아올 때 향수를 느낄 수 있도록 하자는 취지에서 이곳의 옛 지명인 ‘골안’을 따 지금의 이름으로 바꾸었다. 등산로 입구 도로변에 일제강점기에 제작된 지장보살상이 있다. 물론 산이름을 따서 붙여진 '불곡사'였다. 불곡사는 현재 골안사(骨安寺)로 적고는 있지만 순수 한글로 된 이름으로도 보인다. 불곡산은 용인 분당지역의 다른 산의 이름처럼 불교에 관련된 이름으로 불리고 있다.

## 산행코스 정보
등산로는 5.6km로 일주에 2시간30분가량이 소요된다. 수도권 최고의 트레킹 코스라는 명성에 걸맞게 곳곳에 사색과 명상을 위한 산림욕장과 체육시설을 갖췄다. 분당 주민들의 눈높이에 맞춰 정자와 파고라, 평상, 야외의자 등 129곳이 마련돼 있다. 성남 시계 능선 일주가 시작되는 곳으로 시민들의 접근도가 높다.
능선을 따라가는 등산로는 숲이 울창해 여름 한낮에도 힘들지 않게 산행을 즐길 수 있다. 시가지 바로 옆에 있는 산이지만 진한 나무 냄새를 만끽할 수 있다. 대신 나무숲에 가려 전망은 좋지 않다. 노인들을 위해 자세한 이정표와 쉼터를 마련해 놓았다. 경사로마다 목계단과 밧줄로 된 난간이 꼼꼼하게 설치됐다.
아름드리 참나무와 밤나무가 계곡과 정상을 뒤덮어 불곡산 전체가 산림욕장이다. 인근에 ‘불곡산 산림욕장’이 있지만 주민들이 딱히 이곳을 고집하지 않는다. 숲에는 고사리와 둥굴레, 고비 등이 빼곡하다.
능선을 따라 시구를 새겨넣은 나무팻말이 곳곳에 있어 산행을 잠시 쉬어가게 한다. 명상의 숲에는 이 팻말이 10m 간격으로 있다. 50여곳에 생태해설을 담은 팻말도 설치됐다. 야생동식물의 서식지에서 먹이를 주는 어린이와 노인들도 눈에 띈다. 1시간30분쯤 지나 불곡산 정상에 다다른다. 정상에 서면 분당신시가지와 용인 수지·죽전지구가 한눈에 들어오고 동쪽으로는 광주 문형산이 보인다.
수내동, 불정동, 정자동, 구미동에서도 산행을 시작한다. 정자동 토지공사 본사 후문으로 연결된 등산로는 다소 힘들다. 경사가 가파르고 암석이 거칠어 노인들은 피해야 할 코스다.
불곡산의 위치와 규모를 잠시 살펴보면 해발고도 344m의 산으로 산줄기의 북쪽으로는 태현과 새마을고개를 지나 새나리고개, 곧은골고개, 갈마치고개로 이어지고, 검단산과 남한산, 청량산의 남한산성 지대와도 이어진다. 또한 남쪽으로는 부천당고개를 지나 성남시와 광주시, 용인시 수지 지역의 경계를 이루는 대지산으로 이어지며, 대치고개와 무등재를 지나 법화산으로 이어진다.

## 같이 보기
- 한국의 산
- 법화산 (경기)
- 대지산 (경기)
- 남한산
- 문형산 (경기)
- 탄천